# François Rebsamen

François Rebsamen auf einer Versammlung der Sozialistischen Partei 2007

François Rebsamen (* 25. Juni 1951 in Dijon) ist ein französischer Politiker und seit Dezember 2024 Minister für Raumordnung und Dezentralisierung. Zuvor war er 2001–2014 sowie 2015–2024 Bürgermeister der Stadt Dijon, von 2008 bis 2014 Mitglied des französischen Senats und von 2014 bis 2015 Minister für Arbeit, Beschäftigung, berufliche Bildung und sozialen Dialog. Bis 2022 gehörte Rebsamen dem Parti Socialiste an, darauf der von ihm mitgegründeten linksliberalen Splitterpartei Fédération Progressiste (FP) an, wo er den Vorsitz innehat.

## Leben
Rebsamen studierte Jura und Wirtschaft und schloss mit einem Magister in Rechtswissenschaft und Volkswirtschaftslehre (DESS) sowie einem Diplom in Politikwissenschaft ab. Er ist verheiratet und hat ein Kind.
In seiner Jugend war Rebsamen Mitglied der trotzkistischen Ligue communiste révolutionnaire (LCR), wechselte dann aber aufgrund seiner Bekanntschaft mit Pierre Joxe zum Parti socialiste. Er arbeitete als persönlicher Referent (chef de cabinet) von Joxe im Regionalrat von Burgund (1979–1982) und dann in verschiedenen von Joxe geleiteten Ministerien (1984–86 und 1988–1991). Von 1992 bis 1993 war Rebsamen stellvertretender Büroleiter des PS-Vorsitzenden Laurent Fabius. 
Rebsamens eigene politische Karriere begann auf kommunaler Ebene. Von 1989 bis 2001 war er Vorsitzender der PS-Fraktion im Gemeinderat von Dijon, wo seine Partei in Opposition zu dem langjährigen gaullistischen Bürgermeister Robert Poujade stand. Ab 1994 gehörte er außerdem dem Regionalrat von Burgund und ab 1998 als Vertreter des Kantons Dijon-5 dem Generalrat des Départements Côte-d’Or an. Bei nationalen Parlamentswahlen unterlag Rebsamen im 1. Wahlkreis von Côte-d’Or dreimal (1988, 1993 und 1997) dem Bürgermeister Poujade, der gleichzeitig Abgeordneter in der Nationalversammlung war (eine solche Ämter- bzw. Mandatshäufung war zu der Zeit zulässig und üblich). 
Als enger Mitarbeiter von François Hollande galt Rebsamen von 1997 bis 2008 als die Nummer 2 der Sozialistischen Partei. Bei der Kommunalwahl 2001 wurde Rebsamen erstmals zum Bürgermeister von Dijon gewählt. Damit bekam diese traditionell konservativ regierte Stadt erstmals seit 1945 ein linkes Gemeindeoberhaupt. Nachdem er im März 2008 als Bürgermeister bestätigt worden war, wurde er im September desselben Jahres zusätzlich in den französischen Senat gewählt. 
Ab Oktober 2011 war Rebsamen, als Nachfolger des zum Senatspräsidenten gewählten Jean-Pierre Bel, Präsident der sozialistischen Fraktion im Senat. Am 2. April 2014 wurde Rebsamen im Rahmen der Umbildung des Kabinetts Valls I zum Arbeitsminister Frankreichs ernannt. In diesem Zusammenhang musste er sein Mandat im Senat sowie die Funktion als Bürgermeister niederlegen. Sein Nachfolger als Fraktionsvorsitzender wurde Didier Guillaume, als Bürgermeister Alain Millot. Er behielt die Funktion des Arbeitsministers auch nach der Regierungsumbildung zum Kabinett Valls II.
Nach dem Tod Millots wurde Rebsamen am 10. August 2015 erneut zum Bürgermeister Dijons gewählt. Am 19. August erklärte er deshalb seinen Rücktritt als Minister, um der Vorgabe François Hollandes, kein Regierungsamt mit einer exekutiven Funktion auf sub-nationaler Ebene zu verbinden, zu genügen. Hollande nahm den Rücktritt nicht sofort an, sondern beließ Rebsamen bis zur Ernennung seiner Nachfolgerin Myriam El Khomri am 2. September 2015 im Amt. Bei der Kommunalwahl 2020 wurde Rebsamen als Bürgermeister von Dijon bestätigt. Seiner Liste schlossen sich neben dem PS und seinen linken Verbündeten auch die Mitte-Partei Mouvement démocrate sowie einzelne Mitglieder von Emmanuel Macrons Partei La République en Marche an.
Vor der Präsidentenwahl 2022 verließ er den PS und gründete mit anderen Ausgetretenen wie Olivier Klein oder Patrice Vergriete die linksliberale Fédération Progressiste (FP), um die Wiederwahl Macrons zu unterstützen. Am 23. Dezember 2024 wurde er im Kabinett Bayrou zum Minister für Raumplanung und Dezentralisierung (ministre de l’Aménagement du territoire et de la Décentralisation). Als Bürgermeister von Dijon trat er schon im November zurück zugunsten seiner bisherigen Stellvertreterin Nathalie Koenders (PS).